# Шагани (лиман)
Шагани (рум. Limanul Şagani, тур. Çagani Gölü) — лиман лагунного типу на узбережжі Чорного моря в Білгород-Дністровському районі Одеської області, сполучене з озером Алібей.

## Розташування
Розташоване на узбережжі Чорного моря між озером Сасик (Кундук) і Алібей. Від моря відокремлене піщаною косою. Частина озера входить до складу Національного природного парку «Тузловські лимани».

## Топономіка
До 1812 року озеро носило назву Муртаза. Походить вона від татарського поселення Муртаза, яке в XVIII cт розташовувалось на лівому березі річки Магал, між сучасними селами Вишневе і Трихатки. В основі ойконіма тюркське власне Муртаза. Після 1812 року озеро стали називати Шаганським, або Шагани. Назва запозичена від села Шагани (зараз Приморське).
Площа — 70 км2. Солоність — близько 30 ‰. Утворилося в результаті трансгресії морських вод в улоговину тектонічного походження та пониззя балок.

## Галерея

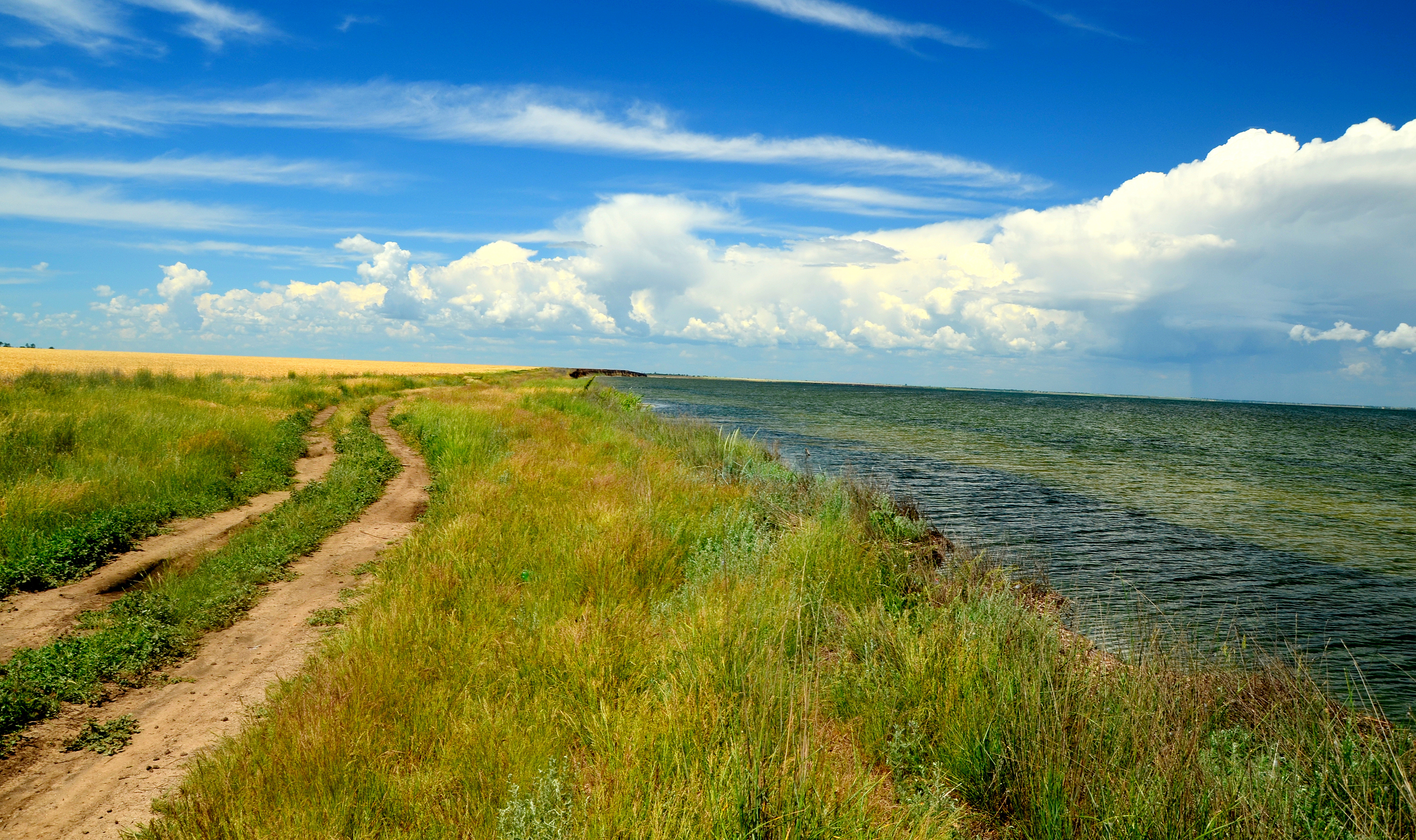
Прибережна частина лиману
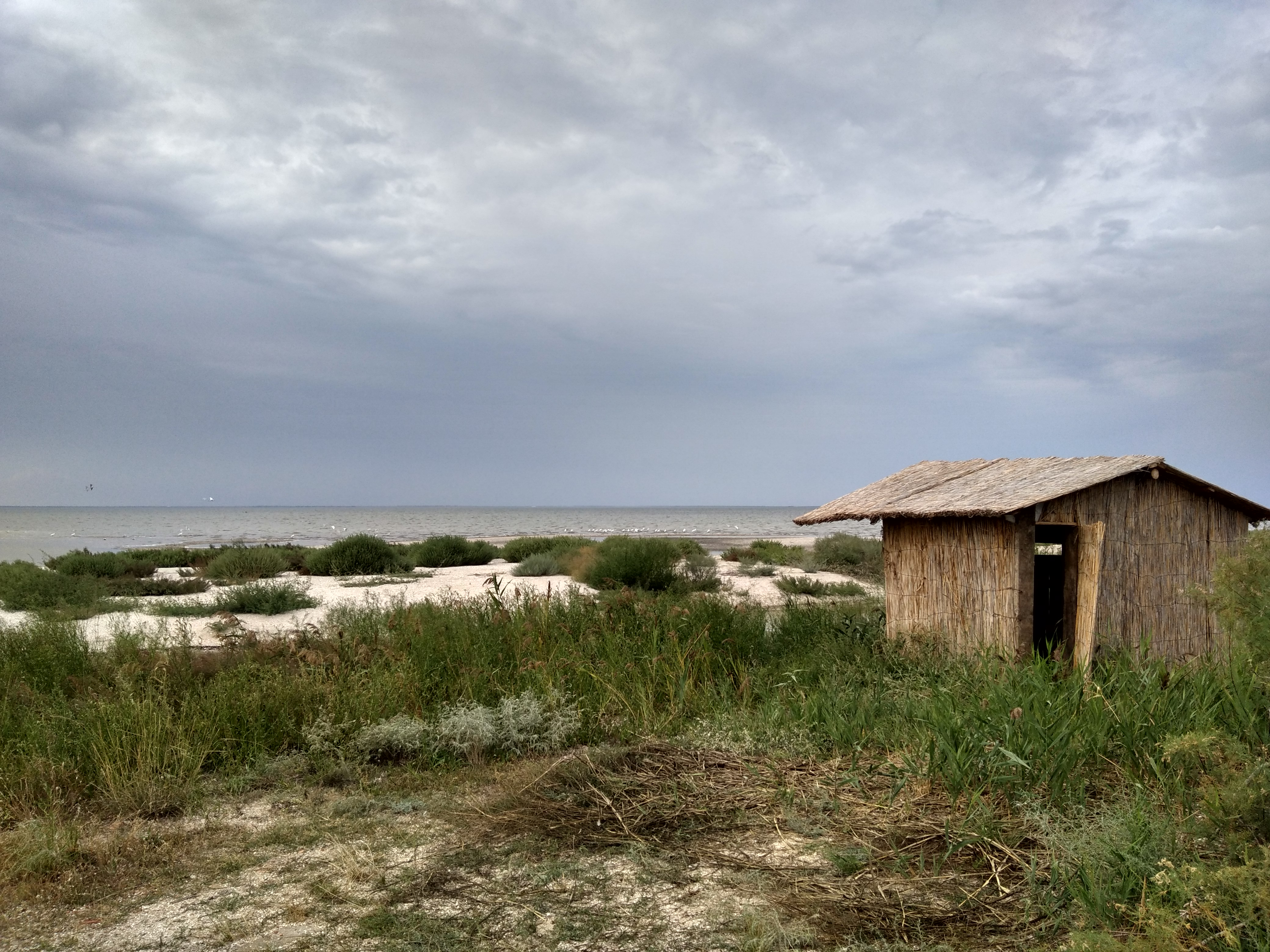
Пункт спостережень за птахами